# Kraj, Pašman
Kraj je naselje na jugovzhodnem delu otoka Pašmana, ki upravno spada pod občino Pašman Zadrske županije. Leži 3 km južno ob lokalni cesti, ki povezuje mesto Pašman z Tkonom, ter je oddaljeno okoli 300 m od Pašmanskega kanala.
Prebivalci se ukvarjajo predvsem gojenjem oljk in vinske trte.
V naselju stoji frančiškanski samostan s cerkvijo  sv. Dujma, ki je bil postavljen 1392 v gotskem slogu. Samostanska dvoriščna vrata so bila 1699 obnovljena v baročnem slogu, na pročelju nad vrati paje renesančni relief sv. Jerolima iz 1544.

## Demografija
| Pregled števila prebivalcev po letih | Pregled števila prebivalcev po letih | Pregled števila prebivalcev po letih | Pregled števila prebivalcev po letih | Pregled števila prebivalcev po letih | Pregled števila prebivalcev po letih | Pregled števila prebivalcev po letih | Pregled števila prebivalcev po letih | Pregled števila prebivalcev po letih | Pregled števila prebivalcev po letih | Pregled števila prebivalcev po letih | Pregled števila prebivalcev po letih | Pregled števila prebivalcev po letih | Pregled števila prebivalcev po letih | Pregled števila prebivalcev po letih |
| ------------------------------------ | ------------------------------------ | ------------------------------------ | ------------------------------------ | ------------------------------------ | ------------------------------------ | ------------------------------------ | ------------------------------------ | ------------------------------------ | ------------------------------------ | ------------------------------------ | ------------------------------------ | ------------------------------------ | ------------------------------------ | ------------------------------------ |
| 1857                                 | 1869                                 | 1880                                 | 1890                                 | 1900                                 | 1910                                 | 1921                                 | 1931                                 | 1948                                 | 1953                                 | 1961                                 | 1971                                 | 1981                                 | 1991                                 | 2001                                 |
| 0                                    | 0                                    | 261                                  | 250                                  | 277                                  | 284                                  | 0                                    | 348                                  | 331                                  | 335                                  | 312                                  | 312                                  | 300                                  | 290                                  | 287                                  |